# Siccar Point
Siccar Point est un promontoire rocheux situé sur la côte est de l'Écosse, dans le Berwickshire. Ce lieu est très connu pour abriter une importante discordance stratigraphique, découverte en 1788 par le géologue écossais James Hutton. Cette discordance très marquée, où des grauwackes verticaux du Silurien sont en contact direct avec des grès rouges subhorizontaux du Dévonien, permis à Hutton de démontrer que les processus géologiques étaient multiples et de comprendre que l'âge de la Terre était bien plus ancien que celui décrit dans la Bible. Depuis 1961, le site est classé comme « site d'intérêt scientifique spécial ».

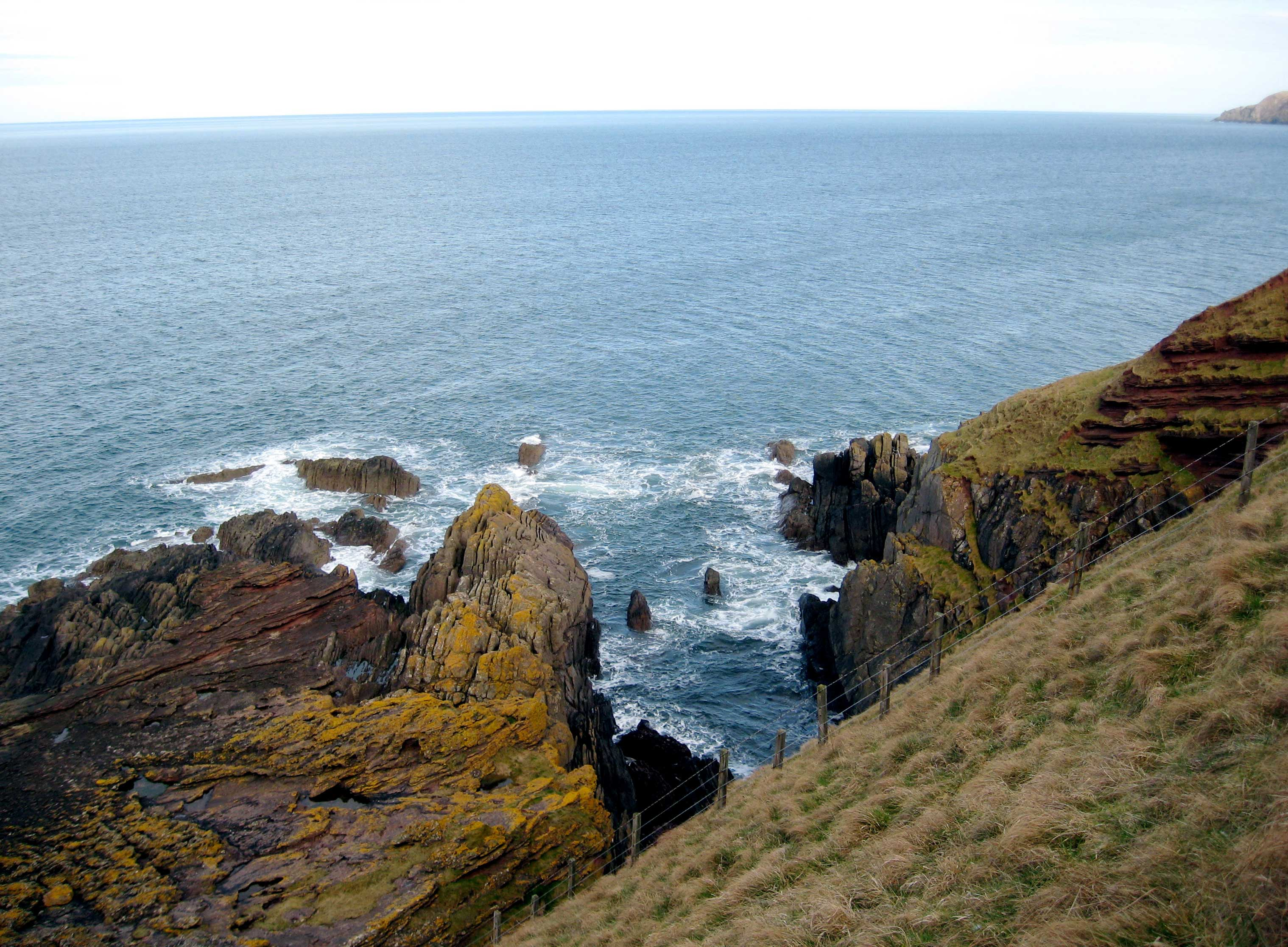
Discordance de Hutton

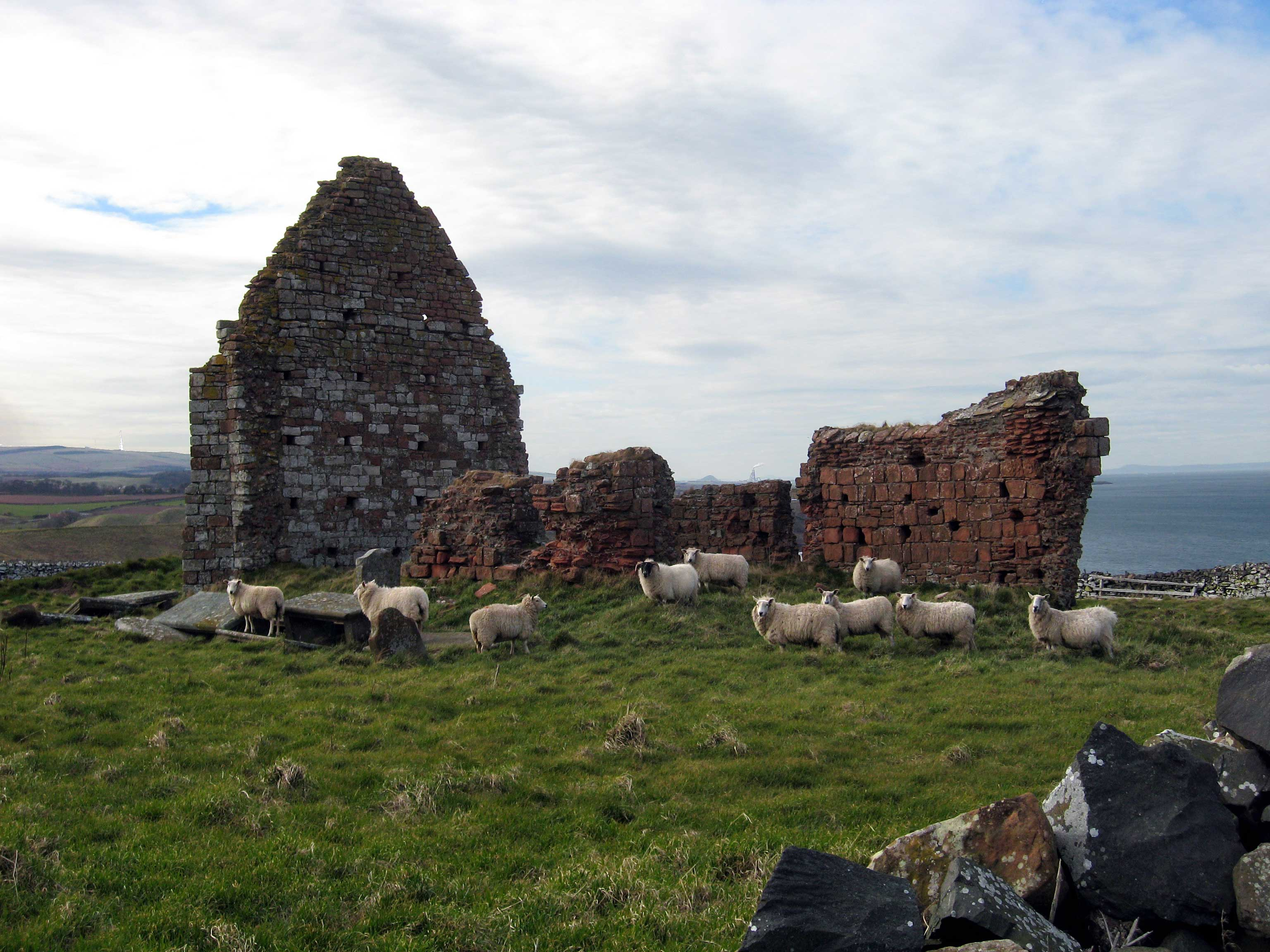
St. Helen's Chapel.